# Anomalisa
Anomalisa is een Amerikaanse stop-motion animatiefilm uit 2015 onder regie van Charlie Kaufman en Duke Johnson. De film ging in première op 8 september op het 72ste Filmfestival van Venetië.

## Verhaal
Michael Stone is een gevierd spreker en auteur van verschillende boeken over klantenservice. Hij worstelt met het onvermogen om menselijke contacten te leggen en leidt een grijs en eentonig bestaan. Op een nacht ontmoet hij op een van zijn zakenreizen Lisa, een jong meisje dat zijn kijk op de wereld verandert en hem de kans geeft op een beter leven.

## Stemverdeling
| Personage     | Engelse stem         |
| ------------- | -------------------- |
| Lisa          | Jennifer Jason Leigh |
| Michael Stone | David Thewlis        |
| Alle anderen  | Tom Noonan           |

## Productie
Dino Stamatopoulos, een voormalig collega van Charlie Kaufman, kreeg interesse om het script van Kaufman om te zetten in een stop-motion animatiefilm en startte met toelating van Kaufman een crowdfundingcampagne via de website Kickstarter in augustus 2012 en bracht zo 406.237 US$ bijeen. De opnames eindigden op 10 december 2014 en op 28 juli 2015 werd bekendgemaakt dat de film ook op het Internationaal filmfestival van Toronto zal vertoond worden.

## Prijzen en nominaties
| jaar | prijs                    | categorie          | genomineerde(n)             | uitslag     |
| ---- | ------------------------ | ------------------ | --------------------------- | ----------- |
| 2015 | Filmfestival van Venetië | Grand Jury Prize   | Grand Jury Prize            | Gewonnen    |
| 2016 | Academy Awards           | Beste animatiefilm | Pete Docter en Jonas Rivera | Genomineerd |